# Jamamoto Emi
Jamamoto Emi (山本 絵美; Hepburn: Yamamoto Emi) (Miura, 1982. március 9. –) japán válogatott labdarúgó.

## Klub
2000 és 2008 között a Tasaki Perule FC csapatában játszott. 145 bajnoki mérkőzésen lépett pályára és 62 gólt szerzett. 2008-ban vonult vissza. 2014 óta a Nippatsu Yokohama FC Seagulls csapatában játszott.

## Nemzeti válogatott
2003-ban debütált a japán válogatottban. A japán válogatott tagjaként részt vett a 2003-as világbajnokságon és a 2004. évi nyári olimpiai játékokon. A japán válogatottban 22 mérkőzést játszott.

## Statisztika
| Japán válogatott | Japán válogatott | Japán válogatott |
| Időszak          | Mérk.            | gól              |
| ---------------- | ---------------- | ---------------- |
| 2003             | 14               | 1                |
| 2004             | 8                | 3                |
| Összesen         | 22               | 4                |

## Sikerei, díjai
Klub
- Japán bajnokság: 2003